# Nuosu jezik
Nuosu jezik (liangshan yi, sjeverni yi, nosu yi, sichuan yi; black yi, northern yi; ISO 639-3: iii), jezik Crnih Yia, naroda u sjevernom Yunnanu i južnom Sichuanu, Kina, kojim govori oko 2 000 000 ljudi (2000 popis).
Nuosu pripada sjevernoj podskupini ngwi jezika, široj tibetsko-burmanskoj skupini. Ima nekoliko dijalekata: sjeverni shypnra, južni shypnra, yynuo i suondi (adu). Uči se u osnovnim i srednjim školama. Na njemu se izdaju novine, magazini, i piše poezija.

## Vanjske poveznice
- Ethnologue (14th)
- Ethnologue (15th)